# Шульц, Майк
Майк Шульц (англ. Mike Schultz; род. 27 августа 1981 года, Литчфилд, Миннесота, США) — американский спортсмен-паралимпиец, соревнующийся в сноуборде. Чемпион и серебряный призёр зимних Паралимпийских игр 2018 года в Пхёнчхане. Серебряный призёр зимних Паралимпийских игр 2022 года в Пекине.

## Биография
На зимних Паралимпийских игр 2018 года в Пхёнчхане в категории SB-LL1 стал победителем в сноуборд-кроссе и занял второе место в слаломе. На церемонии открытия Паралимпиады был знаменосцем сборной США.
На зимних Паралимпийских играх 2022 в Пекине в категории SB-LL1 7 марта Майк Шульц завоевал серебряную медаль в сноуборд-кроссе, уступив в большом финале соревнований канадцу Тайлеру Тёрнеру и опередив китайца У Чжунвэя и нидерландца Криса Воса.